# Iver Fossum
Iver Fossum, född 15 juli 1996, är en norsk fotbollsspelare som spelar för AaB. Han har även representerat Norges landslag.

## Klubbkarriär
Fossum debuterade för Strømsgodset i Eliteserien den 28 april 2013 i en 2–1-vinst över Molde, där han blev inbytt i den 72:a minuten mot Simen Brenne.
Den 23 december 2015 värvades Fossum av Hannover 96, där han skrev på ett 4,5-årskontrakt. Den 16 augusti 2019 värvades Fossum av AaB, där han skrev på ett fyraårskontrakt.

## Landslagskarriär
Fossum debuterade för Norges landslag den 29 maj 2016 i en 3–0-förlust mot Portugal, där han blev inbytt i den 74:e minuten mot Valon Berisha.